# 阿德默勒爾蒂灣

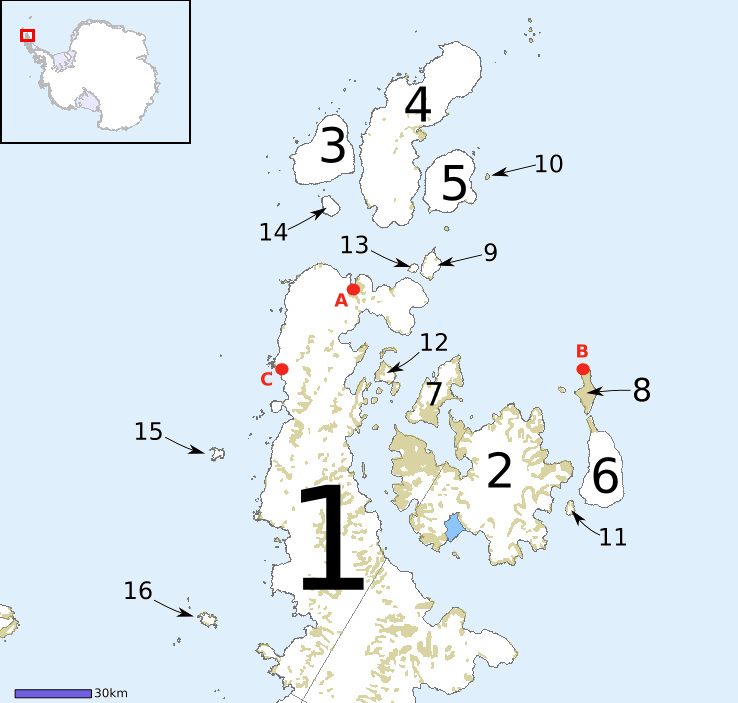

64°20′S 57°10′W / 64.333°S 57.167°W
阿德默勒爾蒂灣（英語：Admiralty Sound），是南極洲的海灣，位於葛拉漢地，把詹姆斯羅斯島和西摩島、斯諾希爾島分隔，在1843年1月6日由詹姆斯·克拉克·羅斯發現，現時由南極條約體系管理。